# Liste der Monuments historiques in Thiel-sur-Acolin
Die Liste der Monuments historiques in Thiel-sur-Acolin führt die Monuments historiques in der französischen Gemeinde Thiel-sur-Acolin auf.

## Liste der Objekte
| Bezeichnung                                             | Beschreibung                     | Standort                       | Kennzeichnung | Schutzstatus | Datum | Bild |
| ------------------------------------------------------- | -------------------------------- | ------------------------------ | ------------- | ------------ | ----- | ---- |
| Skulptur des heiligen Rochus (Foto in der Base Palissy) | Holz, polychrom, 16. Jahrhundert | in der Kirche St-Martin (Lage) | PM03000533    | Classé       | 1969  |      |